# Ruurd Reitsma
Ruurd Reitsma (Utrecht, 27 november 1942 – Soest, 4 juni 2016) was van 1995 tot 1997 de eerste commandant van het Eerste Duits-Nederlandse Legerkorps.

## Loopbaan
Reitsma volgde de opleiding HBS-B aan het Christelijk Lyceum in 't Gooi, in Hilversum, en deed vervolgens de Koninklijke Militaire Academie in Breda en de cursus aan het United States Army War College.
Hij was van 1992-1994 plaatsvervangend bevelhebber der Landstrijdkrachten. In deze functie reisde hij in november 1993 naar Bosnië om dit gebied te verkennen, maar wist Srebrenica als gevolg van slechte weersomstandigheden niet te bereiken. Hij stuurde vervolgens vanuit Kroatië een fax naar het ministerie van Defensie, waarin hij meldde dat de missie naar Srebrenica uitvoerbaar was. Hierdoor werd Reitsma later opgeroepen te getuigen voor de Parlementaire Commissie over de inzet van een beschermingsmissie in Srebrenica. Zijn superieur in deze jaren was generaal Hans Couzy.
Volgens Couzy zou de verkenningstocht van Reitsma, evenals de mislukte reis van minister van Defensie Relus ter Beek, slechts "window-dressing" zijn geweest omdat Ter Beek, onder druk van de Tweede Kamer, tevoren al had besloten dat er een missie naar Srebrenica zou worden gestuurd.
Na afloop van zijn actieve militaire loopbaan werd Reitsma benoemd tot partner van voormalig leverancier Rijnconsult. Na 31 maart 2009 begon Reitsma zijn eigen adviesbureau.
Hij was daarnaast voorzitter van de Raad van Advies van de Bond van Wapenbroeders.